# Can Talaia (Taradell)
Can Talaia és una masia de Taradell (Osona) inclosa a l'Inventari del Patrimoni Arquitectònic de Catalunya.

## Descripció
Edifici civil. Masia de planta quadrada (10x10), coberta a dues vessants amb el carener paral·lel a la façana situada a ponent. A la part S i O hi ah dues construccions noves una de PB. 1er. i golfes i l'altra de planta i dos pisos. La façana presenta un portal rectangular i amb finestres simètriques a la planta i al 1er p. A migdia presenta un cos cobert a tres vessants, amb un porxo d'arc rebaixat (un de parcialment tapiat) i amb barana de ferro forjat. Una finestra sota el carener de la teulada. La part N, més enlairada, presenta un cos a una sola vessant adossat a la planta i al 1er. p. i una finestra amb reixa forjada a les golfes. O i E amb ràfecs de teula. L'estat de conservació es mitjà. Està voltada per grans roures, alzines i lloses de pedra.

## Història
Masia anterior al S.XVIII que consta al nomenclàtor de la província de Barcelona com "Can talaya" Casa.
El nom de la casa pot provenir d'una antiga torre de guàrdia propera al mas encara que no estigui documentada.